# وادي أثال
وادي أثال (بفتح الهمزة ثم ثاء مفتوحة ثم ألف فلام) أو وادي ثالن هو أحد أودية تهامة بلقرن إلى الشمال من مدينة المجاردة. تنحدر مياهه من جبال الرضعة متجهة للجنوب الغربي، ويلتقي مع وادي خاط قبل مصبه في وادي يبة بقرابة كيلٍ واحد بالقرب من جبل ثربان، وهو آخر أودية قبيلة عمارة بلقرن من الجنوب الشرقي.